# カンジャー・ワン
カンジャー・ワン(Conjure One)は、フロント・ライン・アッセンブリーやデレリアムのメンバーとして知られるリース・フルバーが率いるカナダの電子音楽プロジェクトである。

## 歴史
1996年のロスキレ・フェスティバルでフロント・ライン・アッセンブリーと共演した後、フルバーはソロ・キャリアを追求するためにバンドを脱退した。アムステルダムにスタジオを構え、そこでの生活や東地中海への旅の影響から、エスニック・アンビエントのプロジェクトを思いつく。まもなくデビュー・アルバムが発表されたが、フルバーはプロデューサーやリミキサーとしても活動していたため、結局リリースは2002年9月にずれ込んだ。
この自身の名前を付すアルバムは、フルバーの前作のエレクトロニックな特徴（キーボードをベースにリズミカルなダンス・ビートを加えたもの）と、デレリアムを彷彿とさせるアンビエントなメロディーを生み出す中東音楽の影響を融合させたものだった。
多くの曲はよりポップ志向で、主にポーとケムダがゲスト・ヴォーカリストとして参加し、後者は全編アラビア語で歌っている。マリー＝クレール・ドゥバルド、シネイド・オコナー、ティー・パーティーのジェフ・マーティンも参加している。
フロント・ライン・アッセンブリーとデレリアムに戻ったフルバーは、2005年にセカンド・アルバム『Extraordinary Ways』を発表。このアルバムでは、ギターやトリップ・ホップのビートがより強調されるなど、より現代的なサウンドが使われている。ヴォーカルにはティフ・レイシー、ポー（「ジェーン 」とクレジット）、ケムダ、ジョアンナ・スティーヴンス、そしてフルバー自身（パンク・バンド、バズコックスの曲をカバー）が参加している。
2007年、サンドラ・クレトゥはシングル「The Way I Am」のボーナストラックとして「Sleep」をカヴァーした。
2012年、フルバーはオランダのダンス・レーベル、アルマダ・ミュージックと契約し、アルバム『Holoscenic』の制作を開始した。

## Discography

### アルバム
- Conjure One (Nettwerk, 2002)
- Extraordinary Ways (Nettwerk, 2005)
- Exilarch (Nettwerk, 2010)
- Holoscenic (Armada Music, 2015)
- Innovation Zero (Black Hole Recordings, 2022)

### シングル
- "Redemption" (featuring Chemda) Promo Only (2001)
- "Sleep" (featuring Marie-Claire D'Ubaldo) (2002) – UK #42[2]
- "Tears from the Moon" (featuring Sinéad O'Connor) (2003)
- "Center of the Sun" (featuring Poe) (2003)
- "Extraordinary Way" (featuring Poe) (2005)
- "Face the Music" (featuring Tiff Lacey) (2006)
- "I Dream in Colour" (featuring Leah Randi) (2010)
- "Like Ice" (featuring Jaren Cerf) (2011)
- "Under the Gun" (featuring Leigh Nash) (2013)
- "Still Holding On" (featuring Aruna) (2013)
- "Ghost" (featuring Kristy Thirsk) (2016)
- "Animals" (featuring Jaren) (2021)
- "Wolves at the Door" (featuring JEZA) (2022)
- "Wheels Come Off" (featuring JEZA) (2022)
- "I Don't Want To Go There" (featuring Jaren) (2023)

### コンピレーション
- Christian Burns – "Then There Were None" (from the album Simple Modern Answers) (2013)

### リミックス
- P.O.D. – "Youth of the Nation" (Conjure One Remix) (2001)
- Alice Cooper – "I Never Cry" (Conjure One Remix) (2003)
- Collide – "Tempted" (Conjure One Mix) (2004)
- The Crüxshadows – "Dragonfly" (Conjure One Remix) (2005)
- The Realm – "Lost in Space" (Conjure One Remix) (2014)
- Mully and Shvman with Rily Shay – "Stranded" (Conjure One Remix) (2021)

## See also
- List of ambient music artists

## References
1. ↑  Roberts, David (2006). British Hit Singles & Albums (19th ed.). London: Guinness World Records Limited. p. 117. ISBN 1-904994-10-5
2. ↑  Roberts, David (2006). British Hit Singles & Albums (19th ed.). London: Guinness World Records Limited. p. 117. ISBN 1-904994-10-5

## External links
- 公式ウェブサイト
- Conjure One at Nettwerk Records
- Mind Phaser, Front Line Assembly
- Litts, Daryl (Jan 2003). “Rhys Fulber”. Legends 129 2005年12月28日閲覧。.

Template:Conjure OneTemplate:Conjure OneTemplate:Front Line AssemblyTemplate:Front Line Assembly